# 卡多塔 (加利福尼亞州)
卡多塔（英語：Kadota）是位於美國加利福尼亞州默塞德縣的一個非建制地區。該地的面積和人口皆未知。

## 地理
卡多塔的座標為37°17′42″N 120°24′44″W / 37.29500°N 120.41222°W，而該地的平均海拔高度為59米（即194英尺）。